# Капатели (Бергамо)
Капатели је насеље у Италији у округу Бергамо, региону Ломбардија.
Према процени из 2011. у насељу је живело 109 становника. Насеље се налази на надморској висини од 558 м.